# Wulfsmoor
Wulfsmoor è un comune tedesco del circondario di Steinburg, nella regione dello Schleswig-Holstein. Ha circa 350 abitanti.